# عدنان داود سلمان
عدنان داود سلمان العبيدي هو سياسي عراقي، ولد في الخالص في محافظة ديالى سنة 1945.
شغل منصب محافظ كربلاء في 2 كانون الأول 1979، حتى عين بمنصب وزير الحكم المحلي في 31 كانون الأول 1983، وبقي في المنصب حتى 2 حزيران 1989.
وكان مدير عام مكتب أمانة سر قطر العراق لحزب البعث العربي الاشتراكي، ومستشارا في ديوان الرئاسة حتى سنة 2003.
كان يرأس قسم الصحافة في الموصل. وبعد احتلال العراق في سنة 2003، كلف بالعلاقات الإعلامية لرئيس مجلس إدارة الموصل المؤقت غانم باسو بعد أن وقع على استمارة تؤكد عدم انتمائه إلى حزب البعث.
يقيم في الأردن منذ سنة 2004. ويظهر اسمه في مؤتمرات يحظرها عراقيون معارضون للنظام الحالي.
في كانون الأول 2008، ورد اسمه ضمن 25 مسؤولا عراقيا سابقا يحاكمون في قضية قمع الأحزاب الإسلامية.